# الحسوم
الحسوم هي فترة من فترات السّنة، حسب التّقويم «العربي» أو الفلاحي، وهي فترة تبدأ يوم 10 مارس و تنتهي يوم 17 من نفس الشهر، فترة تلاقح النباتات، وتتميّز بكثرة هبوب الرّيح.

## التّسمية
سمّيت هذه الفترة بالحسوم لأنّها تحسم بين فصلي الرّبيع والشتاء، و يُقال أيضًا أنّها سمّيت بذلك لأنّ الرّيح التي أرسلها الله في تلك الفترة حسمت قوم عاد ولم تترك منهم أحدا، كما ورد في الآية عدد سبعة من سورة الحاقة.

## عادات وتقاليد
كان النّاس يعتقدون أنّ فترة الحسوم هي فترة نحس، إذ أنّه لم يكن يحدث فيها لا زواج، ولا معاشرة اعتقادا منهم أنّ الجنين سيلد مشوّها.
الفلاحون أيضا كانوا يتشاءمون من هذه الفترة و يمتنعون عن أعمالهم الزّراعيّة فيها، اعتقادا منهم أنّ الأشجار لا تثمر في هذه الأيّام.